# Norrboda-Kråkans naturreservat
Norrboda-Kråkans naturreservat är ett naturreservat i Östhammars kommun i Uppsala län.
Området är naturskyddat sedan 2020 och är 94 hektar stort. Reservatet ligger på nordligaste delen av Gräsö och består av skärgårdsskog med riktigt gamla träd.